# هيلموت شميت (لاعب كرة قدم)
هيلموت شميت (بالألمانية: Helmut Schmidt)‏ (9 يونيو 1949 بميونخ في ألمانيا - ) هو لاعب كرة قدم ألماني في مركز الوسط. شارك مع منتخب ألمانيا تحت 21 سنة لكرة القدم ومنتخب ألمانيا تحت 23 سنة لكرة القدم ‏. أما مع النوادي، فقد لعب مع بايرن ميونخ وبوروسيا دورتموند وكيكرز أوفنباخ وTSV 1860 Rosenheim ‏ وESV Ingolstadt ‏.

## وصلات خارجية
- هيلموت شميت (لاعب كرة قدم) على موقع قاعدة بيانات كرة القدم.إي يو (الإنجليزية)
- هيلموت شميت (لاعب كرة قدم) على موقع بيانات كرة القدم. دي إي (الألمانية)
- هيلموت شميت (لاعب كرة قدم) على موقع عالم كرة القدم.نت (الإنجليزية)